# Sonate K. 133
La sonate K. 133 (F.92/L.282) en ut majeur est une œuvre pour clavier du compositeur italien Domenico Scarlatti.

## Présentation
La sonate K. 133 en ut majeur, notée Allegro, forme un couple plein de fraîcheur et de vivacité, avec la sonate précédente, dans toutes les sources, sauf Vienne.

## Manuscrits
Le manuscrit principal est le numéro 36 du volume XV (Ms. 9771) de Venise (1749), copié pour Maria Barbara ; les autres sont Parme V 6 et Münster IV 55 (Sant Hs 3967) et Vienne Q 15116 (no 6/32). Une copie figure à Cambridge, dans le manuscrit Fitzwilliam, 32 F 13 (1772) ; et à la Morgan Library, Cary 703 (no 54).

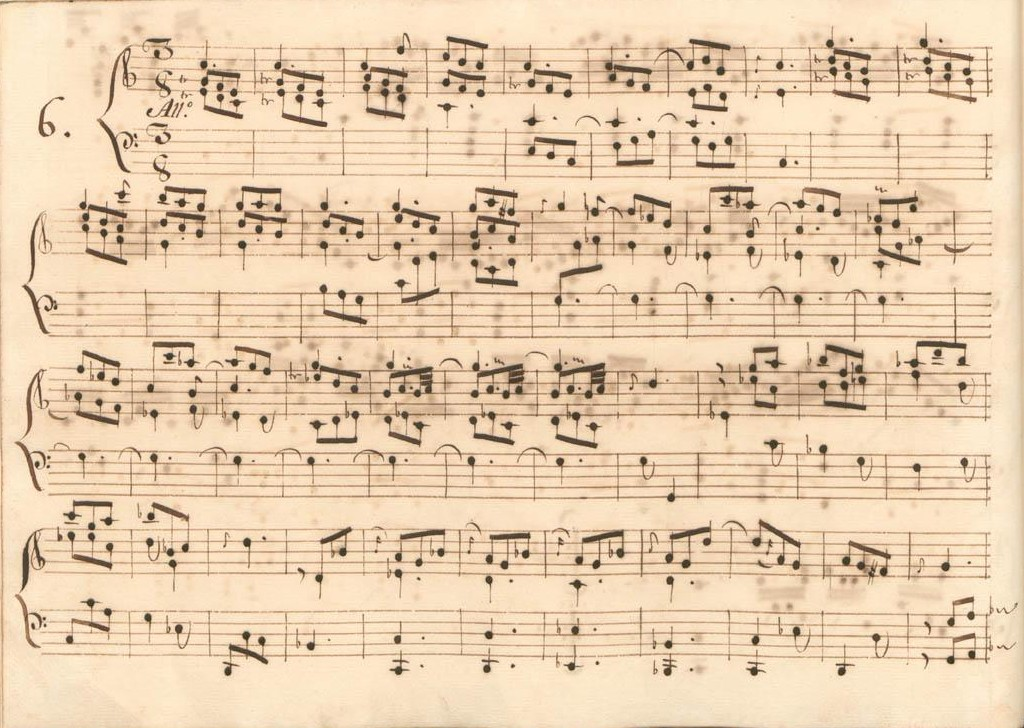
Parme V 6.
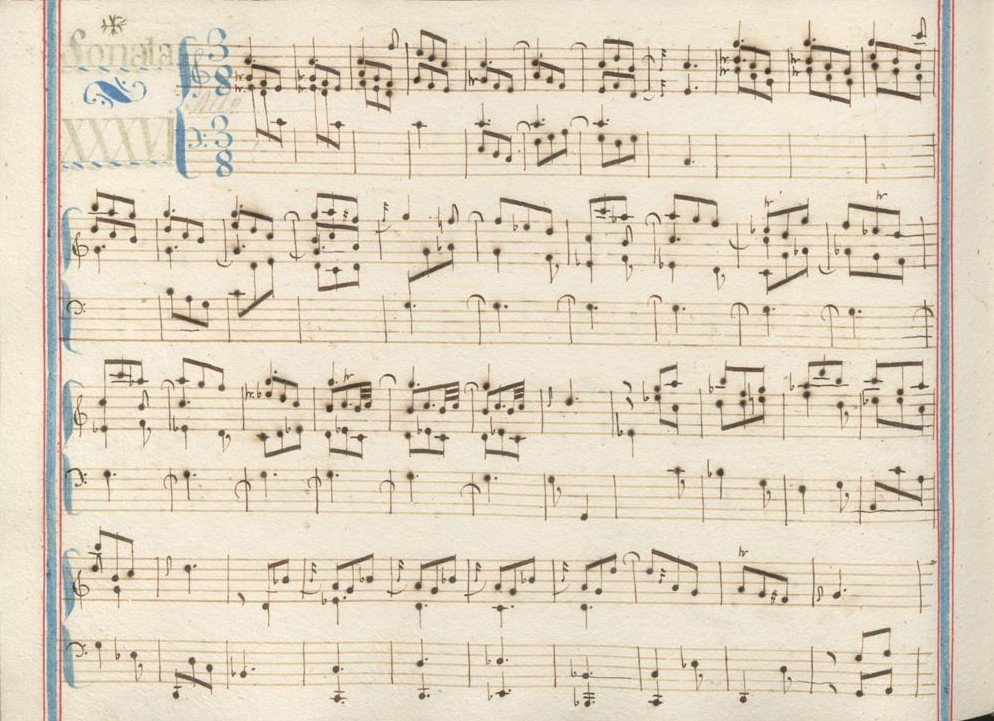
Venise XV 36.

## Interprètes
La sonate K. 133 est défendue au piano notamment par John McCabe (1981, Divin Art), Carlo Grante (2013, Music & Arts, vol. 4), Duanduan Hao (2015, Naxos, vol. 16) et Alberto Urroz (2017, IBS) ; au clavecin par Scott Ross (1985, Erato), Andreas Staier (1991, DHM), Colin Booth (1994, Olympia), Emilia Fadini (Stradivarius), Luc Beauséjour (2003, Analekta), Richard Lester (2005, Nimbus, vol. 6), Pieter-Jan Belder (Brilliant Classics, vol. 3) et Pierre Hantaï (2015, Mirare, vol. 4). Johannes Maria Bogner (2015, Fra Berbardo-Collophon) l'interprète sur un clavicorde de Thomas Vincent Glück d'après Cristofori et Aline Zylberajch (2003, Ambronay) sur un piano-forte de Denzil Wraight d'après Cristofori également.
Andreas Nebl l'interprète à l'accordéon (2021, Castigo Classic Recordings).

## Sources
: document utilisé comme source pour la rédaction de cet article.
- Ralph Kirkpatrick (trad. de l'anglais par Dennis Collins), Domenico Scarlatti, Paris, Lattès, coll. « Musique et Musiciens », 1982 (1re éd. 1953 (en)), 493 p. (ISBN 978-2-7096-0118-4, OCLC 954954205, BNF 34689181).
- Alain de Chambure, « Domenico Scarlatti : Intégrale des sonates — Scott Ross », Erato (2564-62092-2), 1985 (OCLC 891183737) .
- (es) Celestino Yáñez Navarro (thèse), Nuevas aportaciones para el estudio de las sonatas de Domenico Scarlatti. Los manuscritos del Archivo de Música de las Catedrales de Zaragoza, Université autonome de Barcelone, 2016 (lire en ligne)